# Індикаторні методи дослідження газонафтових свердловин і пластів
Індикаторні методи дослідження газонафтових свердловин і пластів — методи дослідження газонафтових свердловин і пластів, суть яких полягає у введенні в пласт речовин з аномальними відносно досліджуваного середовища фізико-хімічними властивостями і в реєстрації цих речовин у свердловині, породах і флюїдах, що насичують їх, і здійсненні вимірювань відповідними геофізичними та іншими методами з метою контролю за розробкою, уточнення геологічної будови покладів, оцінки технічного стану свердловин і т. ін. Індикаторні методи дослідження газонафтових свердловин і пластів підрозділяються за способом введення індикаторних речовин, що звичайно зумовлений колом вирішуваних задач:
- метод протискування індикаторних речовин,
- метод міченої промивної рідини,
- метод твердого носія,
- метод трасуючих індикаторів та ін.,

а також за видом індикатора:
- метод радіоактивних ізотопів,
- метод міченої речовини,
- метод барвників та ін.

Син. — метод міченої речовини. 